# Паранормальные явления. Ритуальный дом
«Паранормальные явления. Ритуальный дом» (англ. #chadgetstheaxe) — американский сверхъестественный фильм ужасов 2022 года режиссёра и сценариста Трэвиса Байбла. Основан на его одноимённом короткометражном фильме 2019 года. Фильм-участник Кинофестиваля в Глазго 2023. Несмотря на название фильма в официальной русскоязычной локализации, он не имеет никакого отношения к медиафраншизе «Паранормальное явление».
Премьера в мире — 29 октября 2022 года (FilmQuest). Премьера в России — 7 сентября 2023 года.

## Сюжет
Четыре популярных в социальных сетях блогера-инфлюэнсера ведут прямую трансляцию своей поездки в т. н. Поместье дьявола, бывший дом сатанинского культа. То, что кажется им очередным увлекательным стримом, на деле оказывается адом на земле, откуда смогут выбраться далеко не все. 

## В ролях
- Джерилин Армстронг — MGreyMD
- Майкл Бонини — Стив
- Брэндон Дойл — Эрик
- Танеиша Фигероа — Дженнифер
- Кэмерон Витош  — Спенсер
- Эрик Гибсон — Пицца Дэд
- Шун Хагинс — Большой Тони
- Кемертон Харгроув мл. — парень с электрическим проводом
- Спенсер Харрисон Левин — Чед
- Терри Дж. Нельсон — Бэрроуз
- Эли Портер — Элис
- Райан Энтони Уильямс — Трент

## Восприятие
Автор портала Dread Central Шарай Боханнон оценила работу Байбла на 5 баллов из 5. По её мнению, это «невероятно умный, забавный и страшный фильм», чьим преимуществом является также его оригинальность. Ким Ньюман, напротив, отмечает, что между короткометражкой Байбла 2019 года и нынешним фильмом вышли около полдюжины кинолент («Регистратор», «Паранормальные явления. Дом призраков», «Смерть влогера», «Шок» и т. д.), делавших очень похожие вещи и использовавших очень схожие приёмы, на чьём фоне «Паранормальные явления. Ритуальный дом» рискует затеряться. По мнению Алёны Химич (RussoRosso), это «screenlife-хоррор с элементами чёрного юмора от Трэвиса Байбла, высмеивающий блогеров, погоню за просмотрами и незнание классики жанра».